# St. Gallus (Scheidegg)

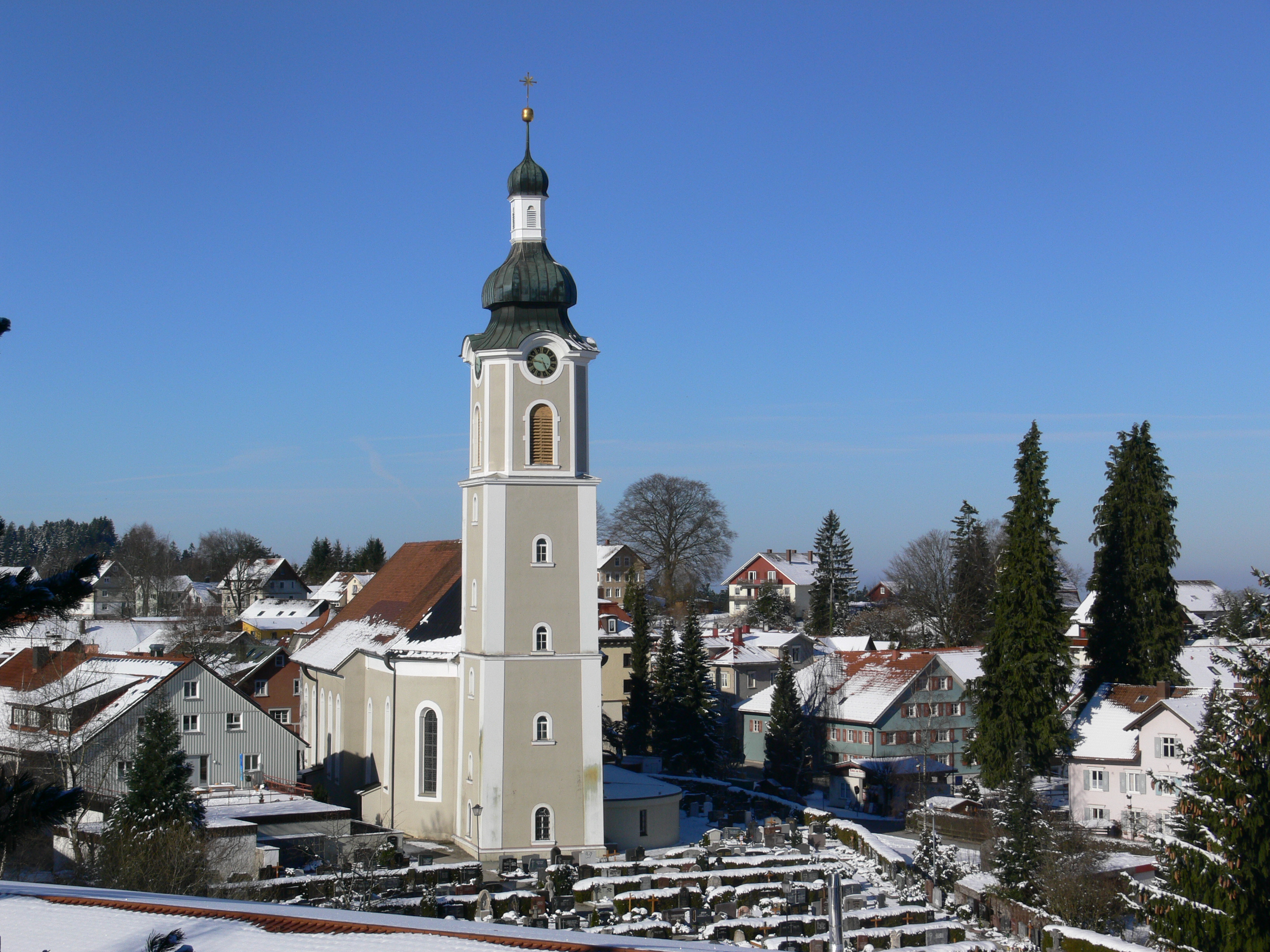
St. Gallus in Scheidegg

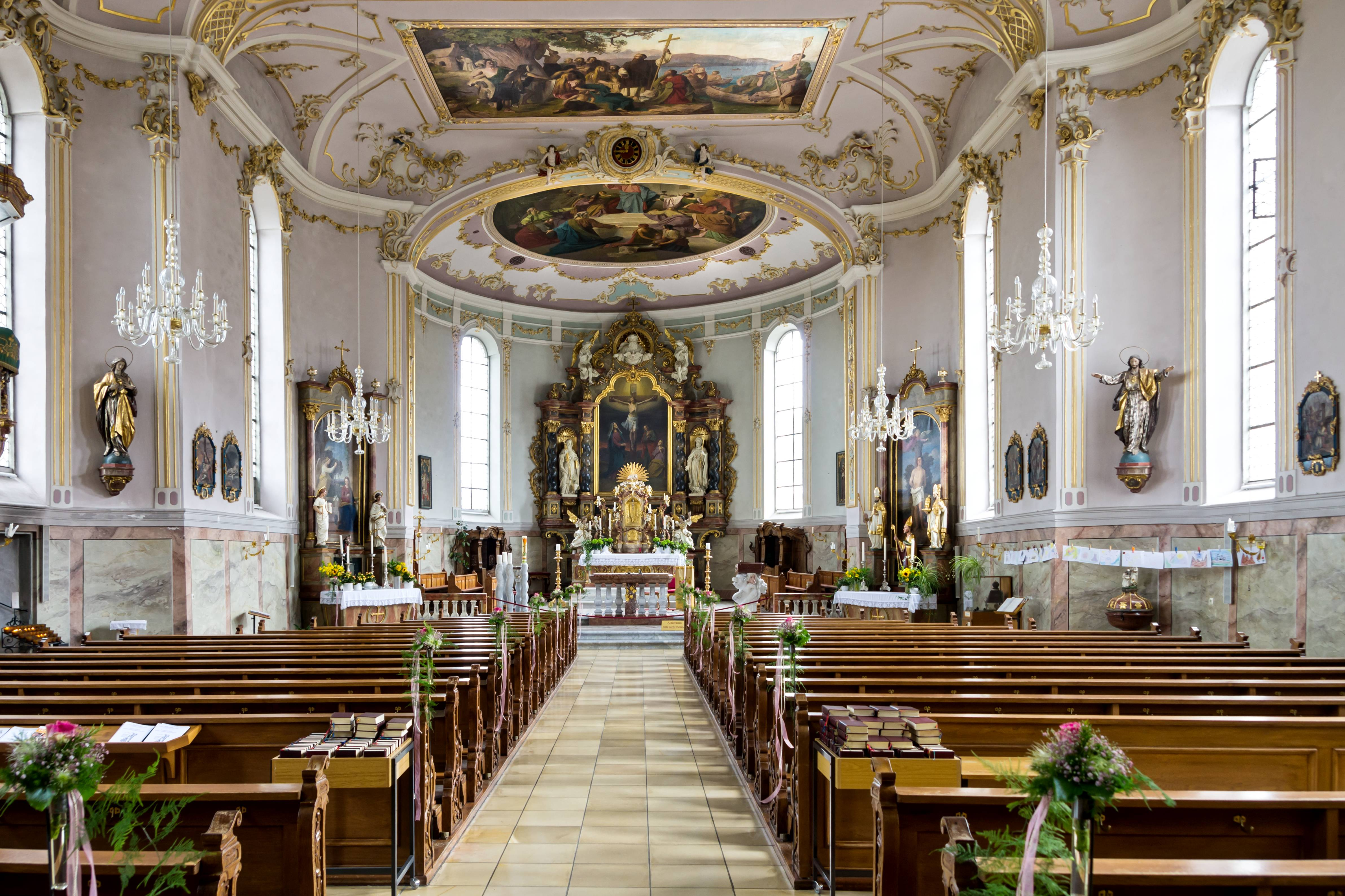
Innenraum

Die römisch-katholische Pfarrkirche St. Gallus steht in Scheidegg, einem Markt im schwäbischen Landkreis Lindau (Bodensee) in Bayern. Das Bauwerk ist in der Liste der Baudenkmäler in Scheidegg als Baudenkmal unter der Nr. D-7-76-125-12 eingetragen. Die Pfarrei gehört zum Dekanat Lindau des Bistums Augsburg.

## Beschreibung
Der Entwurf der 1797/98 gebauten klassizistischen Saalkirche wird Johann Georg Specht zugeschrieben. Sie besteht aus einem Langhaus, einem eingezogenen, halbrund geschlossenen Chor im Osten und einem 1823 an den Scheitel des Chors angebauten Kirchturm, der nach seinem Einsturz 1825/26 wieder aufgebaut wurde. Sein oberstes Geschoss beherbergt die Turmuhr und den Glockenstuhl mit sechs Kirchenglocken. Darauf sitzt eine geschwungene Haube, die von einer Laterne gekrönt wird.
Der Innenraum des Langhauses ist mit einer Flachdecke mit Hohlkehle überspannt. Die Deckenmalerei wurde 1889 von Ludwig Glötzle ausgeführt. Der neobarocke Hochaltar wurde 1886/89 aufgestellt. Die spätklassizistischen Seitenaltäre hat 1853/54 Johann Petz gebaut.
Die Orgel auf der oberen Empore im Westen des Langhauses wurde 1895 von G. F. Steinmeyer & Co. gebaut.